# Hexacyanidoferrate

Die Struktur des Hexacyanidoferrat(II)-Anions

Hexacyanidoferrate sind Komplexsalze, die Hexacyanidoferrat-Ionen enthalten. Diese besitzen ein Eisen-Ion als Zentralatom sowie sechs Cyanid-Ionen als Liganden. Ist das Zentralatom Eisen(II), handelt es sich um Hexacyanidoferrat(II), [FeII(CN)6]4−. Ist das Zentralatom Eisen(III), handelt es sich um Hexacyanidoferrat(III), [FeIII(CN)6]3−.

## Geschichte
Das Berliner Blau, Fe4[Fe(CN)6]3, wurde schon 1704 in Berlin hergestellt und wurde das erste kommerziell relevante Hexacyanidoferrat. Hexycyanidoferrate wurden über lange Zeit, bis Anfang des 20. Jahrhunderts, aus tierischem Material wie Blut und Horn hergestellt. Dieses diente dabei als Stickstoffquelle und wurde mit Kaliumcarbonat und elementarem Eisen umgesetzt. Der Name Blutlaugensalz, beispielsweise gelbes Blutlaugensalz für Kaliumhexacyanidoferrat(II), geht auf diese historische Herstellungsmethode zurück.

## Herstellung
Beim Aufbau des Hexacyanidoferrat-Ions wird im Allgemeinen zunächst Calciumhexacyanidoferrat(II) hergestellt, aus dem andere Vertreter hergestellt werden können. Das Calciumsalz kann aus Eisen(II)-chlorid, Cyanwasserstoff und Calciumhydroxid hergestellt werden. Kaliumhexacyanidoferrat(II) kann hergestellt werden, indem das Calciumsalz zunächst mit Kaliumchlorid und dann mit Kaliumcarbonat umgesetzt wird. Als Intermediat entsteht ein Doppelsalz, das Kalium und Calcium enthält. Natriumhexacyanidoferrat(II) kann durch Umsetzung des Calciumsalzes mit Natriumcarbonat gewonnen werden oder direkt aus Eisen(II)-chlorid und Natriumcyanid. Hexacyanidoferrat(III)-Salze können durch Oxidation der zweiwertigen Verbindungen erhalten werden. So ergibt die Oxidation von Kaliumhexacyanidoferrat(II), elektrochemisch oder mittels Wasserstoffperoxid, das Kaliumhexacyanidoferrat(III).

## Eigenschaften und Reaktionen

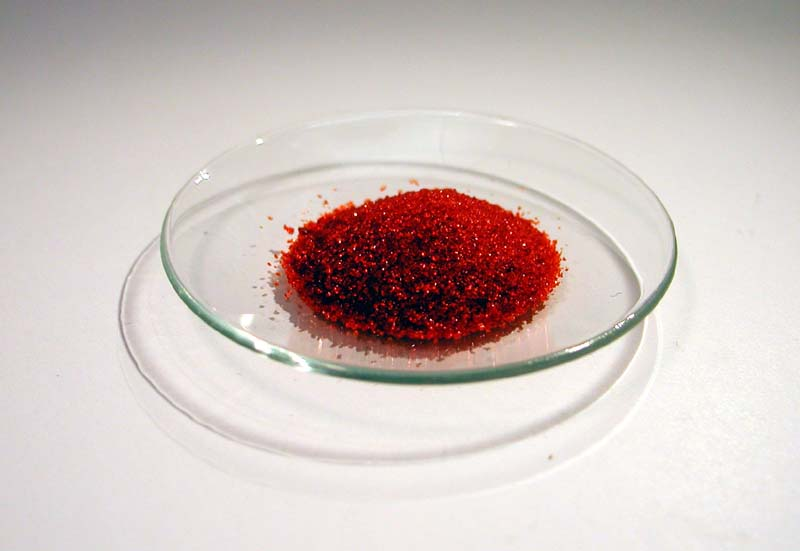
Kaliumhexacyanidoferrat(III)

Hexacyanidoferrat-Ionen sind sehr stabil, sie gehen keine für Cyanide typischen Reaktionen und sind weitgehend ungiftig, werden aber durch Einwirkung von UV-Strahlung langsam zersetzt. Hexacyanidoferrat(II) und Hexacyanidoferrat(III) können durch Redoxreaktionen ineinander überführt werden. Das Standardpotenzial für dieses Redoxpaar beträgt 0,358 V. Viele Oxidationsmittel, beispielsweise Permanganat, Peroxodisulfat, Chlor, Iod und Hypochlorit, können Hexacyanidoferrat(II) zu Hexacyanidoferrat(III) oxidieren. Sehr starke Oxidationsmittel wie Ozon zersetzen das Hexacyanidoferrat aber, wobei Cyanat entsteht. Auch durch starke Säuren werden Hexacyanidoferrate unter Freisetzung von Cyanwasserstoff zersetzt.

## Verwendung
Die wichtigste Anwendung der Hexacyanidoferrate ist als blaue Pigmente oder zu deren Herstellung, beispielsweise Berliner Blau aus Eisen(III)-chlorid und Kaliumhexacyanidoferrat(II). In vielen Anwendungen sind Natriumhexacyanidoferrat(II), Kaliumhexacyanidoferrat(II) und Calciumhexacyanidoferrat(II) gegeneinander austauschbar. Alle drei werden als Rieselhilfe für Speisesalz verwendet.